# Передня Бирка
Передня Би́рка (рос. Передняя Бырка) — село у складі Борзинського району Забайкальського краю, Росія. Адміністративний центр та єдиний населений пункт Передньобиркинського сільського поселення.

## Населення
Населення — 733 особи (2010; 1000 у 2002).
Національний склад (станом на 2002 рік):
- росіяни — 91 %